# Torre del Mas Tomasí
La Torre del Mas Tomasí és una obra de Pals (Baix Empordà) declarada Bé Cultural d'Interès Nacional.

## Descripció
Situada al veïnat dels Masos, té planta circular, amb la part inferior de la base atalussada. Conserva obertures rectangulars amb emmarcament de pedra, restes d'un matacà i espitlleres, així com un pas cobert que la comunica amb una de les construccions de la masia de la qual forma part.

## Història
La torre del Mas Tomasí probablement data dels segles XVI-XVII.